# Werschenrege
 Werschenrege ist eine von sechs Ortschaften der Gemeinde Ritterhude im Landkreis Osterholz in Niedersachsen und hat rund 400 Einwohner. Werschenrege bildet mit der Ortschaft Lesumstotel eine Dorfgemeinschaft mit einer gemeinsamen Kirche in Werschenrege und einer gemeinsamen Dorfgemeinschaftsanlage in Lesumstotel.

## Geschichte
Das Gericht Ritterhude wurde 1850 mit dem Amt Osterholz vereint. Zum ehemaligen Patrimonial-Gericht Ritterhude gehörten die Orte Ritterhude, Osterhagen-Ihlpohl, Werschenrege (mit Erve, Loge, Ovelgönne) und 5 Häuser von Lesumstotel, außerdem Heilshorn, Hülseberg/Isehorn, Buschhausen und Vor-Scharmbeckstotel.
Am 1. März 1974 wurde Werschenrege in die Gemeinde Ritterhude eingegliedert.
Der Schauspieler Will Quadflieg (1914–2003) wurde auf dem kommunalen Friedhof Werschenrege anonym bestattet.

## Infrastruktur, Gebäude
- Die Kirchengemeinde St. Martini Lesum mit der Kirche zum Heiligen Kreuz Werschenrege gehört zur Bremischen Evangelischen Kirche (BEK). Das Gebäude von 1966 wurde von Hermann Brede (Bremen) geplant.
- Kindertagesstätte Werschenrege
- Dorfgemeinschaftsanlage Lesumstotel-Werschenrege mit Feuerwehr
- Wohn- und Wirtschaftsgebäude Kirchweg 5 von 1817 in Fachwerk; denkmalgeschützt
- Friedhof Werschenrege, Kirchweg